# 스카라무슈 (소설)
《스카라무슈》(Scaramouche)는 라파엘 사바티니(Rafael Sabatini, 1875-1950)가 1921년 출판한 소설의 제목으로서, 귀족의 사생아로 태어나 프랑스 혁명의 소용돌이 속에서 지배계급의 칼 앞에 죽어간 친구를 눈앞에서 지켜본 주인공 안드레 루이의 모험을 다루고 있다.